# Молодіжний рух 6 квітня
Молодіжний рух 6 квітня (араб. حركة شباب 6 أبريل) — молодіжний рух в Єгипті, що виник як група однодумців у соціальній мережі Facebook. Був створений Ахмедом Махером навесні 2008 року для підтримки працівників міста Ель-Махалла-ель-Кубра, які планували розпочати страйк 6 квітня.

## Опис
Активісти руху закликали учасників страйку одягатися в чорне та залишатися вдома в день страйку. Блогери та незалежні журналісти (учасники руху) використовували Facebook, Twitter, систему відеохостингу Flickr, блоги для залучення уваги громадськості до своїх дій, інформування ЗМІ про хід страйку, попередження учасників про дії поліції та організації їхнього правового захисту.
«Нью-Йорк Таймс» охарактеризував рух як політичну групу з Facebook з найбурхливішими дебатами.
У січні 2009 року рух налічував понад 70 000 членів, більшість з яких — представники освіченої молоді, які раніше не були політично активними. Основні проблеми, які учасники руху обговорювали на своїх інтернет-форумах — це застій національної економіки при президенті Хосні Мубараку, непотизм в уряді та права людини, зокрема свобода слова.
Окрім онлайн-активності, члени руху організовували мітинги з вимогою звільнити ув'язнених журналістів, а також брали участь у протестах проти дій Ізраїлю в секторі Газа в 2008-2009 роках.
У своїх офіційних заявах учасники руху підкреслюють, що вони не є політичною партією.
Рух неодноразово піддавався репресіям з боку єгипетської влади, а також нападам та атаками своїх сайтів, ймовірно також зорганізованими владою. Засновника руху, Ахмеда Махера, заарештовували спочатку у травні, потім у липні 2008 року, разом з 14 іншими членами руху. Їм були пред'явлені звинувачення в «підбурюванні проти режиму».
31 січня 2011 рух сприяв залученню учасників мільйонної демонстрації, що пройшла у вівторок 1 лютого.